# A Collection of Roxette Hits – Their 20 Greatest Songs!
A Collection of Roxette Hits – Their 20 Greatest Songs! – album wydany 18 października 2006 z okazji 20-lecia istnienia szwedzkiego duetu Roxette.
Zostały na nim umieszczone największe hity Roxette z 20 lat działalności oraz dwa nowe utwory – One Wish oraz Reveal nagrane w czerwcu 2006. Składankę promował megamix The Rox Medley składający się z sześciu przebojów „The Look”, „Joyride”, „Listen to Your Heart”, „Dangerous”, „It Must Have Been Love” oraz „Fading Like a Flower” wydany na stronie B singla „One Wish”.

## Lista utworów
1. One Wish
2. The Look
3. Dressed for Success (Chris Lord-Alge Mix)
4. Listen to Your Heart
5. Dangerous
6. It Must Have Been Love (Humberto Gatica Mix)
7. Joyride
8. Fading Like a Flower (Everytime You Leave)
9. Spending My Time
10. How Do You Do!
11. Almost Unreal
12. Sleeping in My Car
13. Crash! Boom! Bang!
14. Run to You
15. Wish I Could Fly
16. Stars
17. The Centre of the Heart
18. Milk and Toast and Honey
19. A Thing About You
20. Reveal

- Hiszpańska wersja albumu zawiera twór "No sé si es amor" (It Must Have Been Love) zamiast "A Thing About You"
- Canadian Tour Edition wydany w 2012 zastępuje "Milk and Toast and Honey" i "Reveal", z "The Sweet Hello, the Sad Goodbye" (Bassflow Remake)" i "She's Got Nothing On (But the Radio)".